# Lymantriades usukia
Lymantriades usukia är en fjärilsart som beskrevs av Matsumura 1933. Lymantriades usukia ingår i släktet Lymantriades och familjen tofsspinnare. Inga underarter finns listade i Catalogue of Life.